# Montgeard
 Montgeard  es una comuna (municipio) de Francia, en la región de Mediodía-Pirineos, departamento de Alto Garona, en el distrito de Toulouse y cantón de Nailloux.
Su población en el censo de 1999 era de 323 habitantes.
Está integrada en la Communauté de communes Coteaux du Lauragais Sud.
Situada a 35 km de Toulouse, la autopista A66 se encuentra a sólo 5 km de la población. Los principales cultivos son los cereales y el girasol. El núcleo urbano se alza a 287m s. n. m.